# 泰灵施泰特
泰灵施泰特是德国石勒苏益格－荷尔斯泰因州的一个市镇。总面积21.10平方公里，总人口2510人，其中男性1225人，女性1285人（2011年12月31日），人口密度119人/平方公里。